# وادی رومبور
وادی رومبور (به انگلیسی: Rumbur) یک منطقهٔ مسکونی در پاکستان است که در ناحیه چترال واقع شده‌است.